# Modena
Modena je glavni grad istoimene talijanske pokrajine Modene u regiji Emilia-Romagna, sjeverna Italija, s 183.069 stanovnika (2009.). Modena je smještena između rijeka Secchia i Panaro. Industrijsko je središte od čega se ističe automobilska industrija.

## Povijest
Modena je drevno naselje Etruščana koje u 3. st. pr. Kr. naseljavaju Romani i daju joj latinsko ime Mutina, da bi od 183. pr. Kr. bila rimskom kolonijom. U ranom srednjem vijeku stradava u provalama barbara, da bi u 9. stoljeću postala franačka grofovija. U 13. stoljeću Modena je autonomna komuna i članica Lombardske lige gradova. God. 1288. Modenom je zagospodarila velikaška obitelj d'Este, koja je (od 1452. kao vojvodstvo Modena) drži do 1796. godine. Za Napoleonovih osvajanja ulazi u sastav Cisalpinske Republike, a 1805. godine Kraljevine Italije. Nakon pada Napoleona, od 1814. godine, Modenom vladaju Habsburgovci. God. 1860. plebiscitom je priključena Kraljevini Italiji. U 20. stoljeću dolazi do snažnog razvoja industrije.

## Znamenitosti
Veličanstvena katedrala u Modeni (12. stoljeće), djelo dvaju umjetnika, arhitekta Lanfranca i kipara Wiligelmusa, je vrhunski primjer rano-romaničke arhitekture i spoja sakralne i svjetovne gradnje. Sa svojim trgom (Piazza Grande) i visokim tornjem utjelovljuje vjeru svojih graditelja, ali i moć vladajuće obitelji Canossa koja ju je naručila. Ovim djelom suradnje dvaju umjetnika postignuta je nova veza arhitekture i kiparstva koja će vladati u romaničkoj umjetnosti. Njezin gotički kampanil (samostalni zvonik) (1224. – 1319.) je prozvan Torre della Ghirlandina zbog brončanog vijenca koji okružuje vodeni sat. 
Veliki trg (Piazza Grande) uokviruje Gradska vijećnica iz 17. i 18. stoljeća, izgrađena na mjestu nekoliko vijećnica koje vuku korijene još od 1046. godine. Ona s katedralom čini jezgru zaštićene UNESCO-ove svjetske baštine u Modeni.
Duždeva palača ili Palača d'Este na trgu sv. Augustina je, zajedno s obližnjom bolnicom, izgrađena kao hostel za siromašne i primjer je civilne gradnje u 18. stoljeću. Započeo ju je Franjo I. d'Este 1634. godine, a završio Franjo V. d'Este, bila je sjedište Dvora Este od 17. – 19. stoljeća. Palača je izgrađena na mjestu starijeg Dvorca Este na tada periferiji grada. Iako ju je službeno gradio Bartolomeo Avanzini, pretpostavlja se da su na njen plan i konačan izgled ujecali tadašnji najveći arhitekti kao Pietro da Cortona, Bernini i Francesco Borromini. Danas se u njoj nalazi nekoliko muzeja:
- Galerija Estense s djelima brojnih umjetnika (Tintoretto, Paolo Veronese, Guido Reni, Correggio, Cosmé Tura i braća Carracci) od kojih su najpoznatiji portreti Franje I. d'Este u skulpturi (Gian Lorenzo Bernini) i jedno platno (Diego Velazquez);
- Knjižnica Estense je jedna od najvažnijih u Italiji;
- Muzej srednjeg vijeka i moderne umjentosti;
- Pokrajnski muzej Ujedinjenja (Risorgimento);
- Muzej nadgrobnih spomenika obitelji Este;
- Galerija Graziosi;
- Arheološki i etnološki muzej.

## Šport
Modena ima dugu sportsku tradiciju, većinom u motociklizmu kao rodno mjesto Enza Ferrarija, osnivača motociklističkog tima i proizvođač automobila u susjednom Maranellu. Ferrari 360 Modena je dobio ime prema gradu. Modena je poznata u svijetu kao Glavni grad superautomobila jer se u blizini proizvode Maserati, Lamborghini, Pagani, a donedavno i Bugatti i De Tomaso. Odbojka je također važna u Modeni; klub Panini Modena je osvojio 11 državnih prvenstava, 4 lige prvaga i pregršt drugih trofeja. 
Nogomentni klub Modena F. C. je osnovan 1912. godine i trenutno je u talijanskoj ligi Serie B, nakon što je proveo dvije godine u prvoj ligi (Serie A) od 2004. godine. Boje kluba su žuta i plava. Modena F.C. je jedina ekipa koja je osvojila anglo-talijanski kup (Anglo-Italian Cup) dva puta (1981. i 1982.).
Iz Modene je Panini Grupa, najpoznatiji svjetski proizvođač nogometnih sličica.

## Poznate osobe
- Guarino Guarini, barokni arhitekt
- Enzo Ferrari, proizvođač automobila i sportski vozač
- Luciano Pavarotti, operni pjevač, tenor.

## Prijateljski gradovi
- Linz, Austrija
- Londrina, Brazil
- Novi Sad, Srbija
- Saint Paul, SAD